# Temenos (entreprise)
Pour les articles homonymes, voir Téménos.

Logo de Temenos de 2018 à 2022.

Logo de Temenos de 2015 à 2018.

Temenos Group AG, anciennement Temenos Systems, est une entreprise informatique suisse spécialisée dans les applications bancaires.
Basée à Genève, le principal produit de Temenos est Temenos Corebanking (anciennement nommé T24).
En novembre 2022, Temenos annonce franchir la barre des 850 clients via Temenos Infinity, sa plateforme bancaire numérique.